# Colleen Ballinger
Colleen Mae Ballinger (Santa Barbara, 21 novembre 1986) è una comica, attrice e cantante statunitense.
Meglio nota per il suo personaggio Miranda Sings, ha raggiunto la fama pubblicando video su YouTube e oggi si esibisce nei teatri di tutto il mondo. Ha creato il suo eccentrico personaggio prendendo spunto da molte persone su YouTube che, pur cantando male, sono ignare di non avere talento. Nei suoi video e nei suoi spettacoli, il bizzarro personaggio Miranda Sings, canta e balla in modo stravagante, dà la sua opinione riguardo all'attualità, offre "tutorial" inopportuni, fa collaborazioni con altri (apparentemente riluttanti) YouTuber, e parla di questioni personali e dei suoi critici, che chiama "haters".
La Ballinger tratta anche di video riguardanti la sua vita quotidiana sui suoi canali YouTube Colleen Ballinger con 8,8 milioni di iscritti e Colleen Vlogs con 3,5 milioni di iscritti, per un totale di circa 2,6 miliardi di visualizzazioni tra i due canali. Il canale di Miranda Sings ha 10,8 milioni di iscritti, con 2,2 miliardi di visualizzazioni, e il suo profilo Instagram conta 7,3 milioni di followers. Nel 2015 Colleen ha vinto il Teen Choice Awards per "Web Star: Commedia".
Comincerà un tour come Miranda nella seconda metà nel 2016 e nel 2015 e ha anche pubblicato il libro best seller Selp-Helf, dove il suo personaggio Miranda condivide lezioni di vita e tutorial stravaganti. Nel luglio 2018 pubblica il secondo libro My Diarrhe, che raccoglie tutti i diari segreti dell'infanzia del personaggio Miranda.

## Biografia

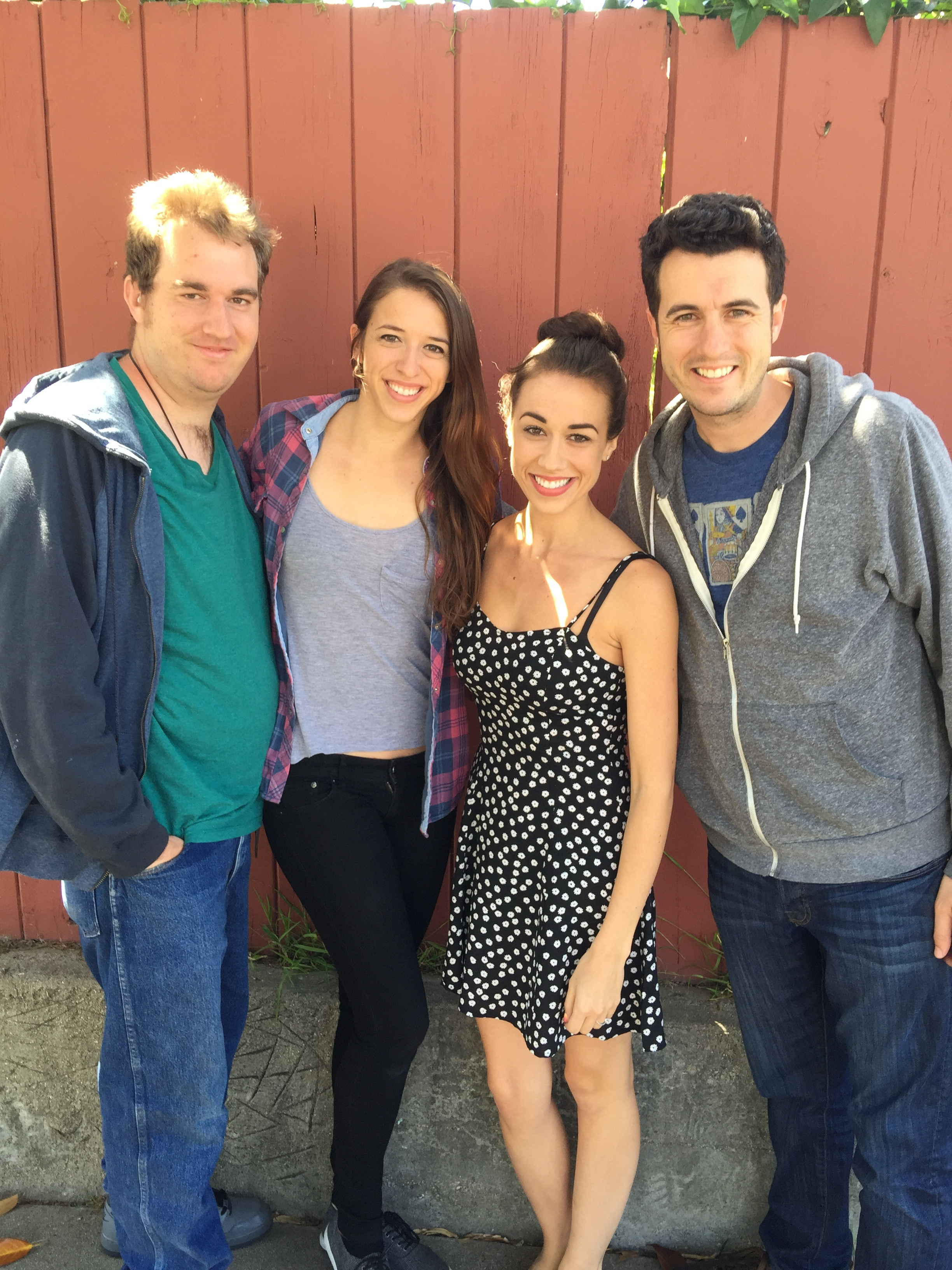
Tutti e quattro i fratelli Ballinger, da sinistra: Trent, Rachel, Colleen e Christopher nel 2015

### Vita privata
Colleen è nata e cresciuta a Santa Barbara, California, figlia di Tim Ballinger, direttore delle vendite, e Gwen, casalinga. Ha frequentato la San Marcos High School e si è laureata nel 2008 alla Azusa Pacific University, dove si è specializzata in canto. Ha anche due fratelli maggiori, Christopher e Trent, e una sorella più piccola, Rachel.
Nel 2014, Colleen si è fidanzata con lo YouTuber Joshua David Evans, per poi celebrare le nozze il 2 luglio 2015. A settembre 2016, la Ballinger annuncia il divorzio. A fine giugno 2018 Colleen ufficializza il fidanzamento da tempo vociferato con il collega Erik Stocklin, ed annuncia di aspettare un bambino. Il 10 dicembre 2018 è nato il loro primo figlio, Flynn Timothy Stocklin. Ha di recente annunciato di essere nuovamente incinta di due gemelli.
Il 6 novembre 2021, nascono i suoi due bambini, Wesley Koy Stocklin e Maisy Joanne Stocklin.
Nell'aprile 2020, il fan diciassettenne e YouTuber Adam McIntyre ha accusato Colleen Ballinger di aver richiesto un aiuto lavorativo non retribuito che consisteva nel creare e condividere i contenuti sui suoi account nei social media di Miranda Sings e di avergli inviato della lingerie quando lui aveva ancora 13 anni. Il mese successivo, Ballinger ha pubblicato un video su YouTube in cui spiegava che McIntyre aveva esplicitamente richiesto la lingerie dopo averla vista mostrata in uno dei suoi live streaming come uno dei tanti regali per i suoi fan; ma che era stato un errore di giudizio spedirgli la biancheria intima. Ha appuntato che usa spesso idee comiche suggerite dai fan per i suoi spettacoli e contenuti online, ma ha ammesso che è stato un errore permettere al giovane fan di postare direttamente sul suo account Twitter senza controllare attentamente il contenuto pubblicato.
Ballinger ha anche risposto alle critiche mosse su alcuni dei suoi video più vecchi che satiravano le donne ispaniche e in sovrappeso, concordando sul fatto che fossero commenti insensibili e scusandosi per averli pubblicati.
Successivamente, McIntyre ha continuato a pubblicare video in cui criticava Ballinger, mostrando prove incriminanti riguardo ad un presunto comportamento predatorio da parte della YouTuber. Nel giugno 2023, lo YouTuber Kodee Tyler Dahl, un altro ex fan, ha pubblicato un video mostrante "presunti screenshot" di una chat di gruppo in cui Ballinger partecipava assieme ai suoi fan minorenni, tra cui McIntyre (allora circa 15enne), dove chiedeva suggerimenti per un'imminente sessione di domande e risposte sul suo canale YouTube. Lo screenshot mostra Ballinger che suggerisce "Sei vergine?" e chiede a McIntyre la sua posizione sessuale preferita. Il video di Dahl ha portato ad ulteriori accuse da parte di McIntyre e di altri ex fan e dipendenti, inclusa l'insensibilità razziale sul set di "Haters Back Off". Ballinger ha successivamente pubblicato un video di risposta, in parte sotto forma di canzone, accompagnandosi all'ukulele.
Ha ammesso di aver commesso degli errori, ma ha negato di aver molestato minorenni in alcun modo e ha definito le accuse "bugie" e "pettegolezzi creati per visibilità". Il video ha ricevuto una forte attenzione mediatica negativa, ed è stato parodiato online molteplici volte.
Dopo la risposta di Ballinger, un ex dipendente ha pubblicato presunti screenshot in cui Ballinger sembrava inviargli foto presumibilmente nude di YouTube e della creatrice di OnlyFans Trisha Paytas, al tempo amica e collega di Colleen. McIntyre ha poi affermato che Ballinger gli aveva inviato le stesse immagini quando era minorenne. Paytas pubblicò presto un video in cui ha condannato le azioni di Colleen e posto ufficialmente fine al loro rapporto personale e professionale.

## Miranda Sings

### Video su YouTube

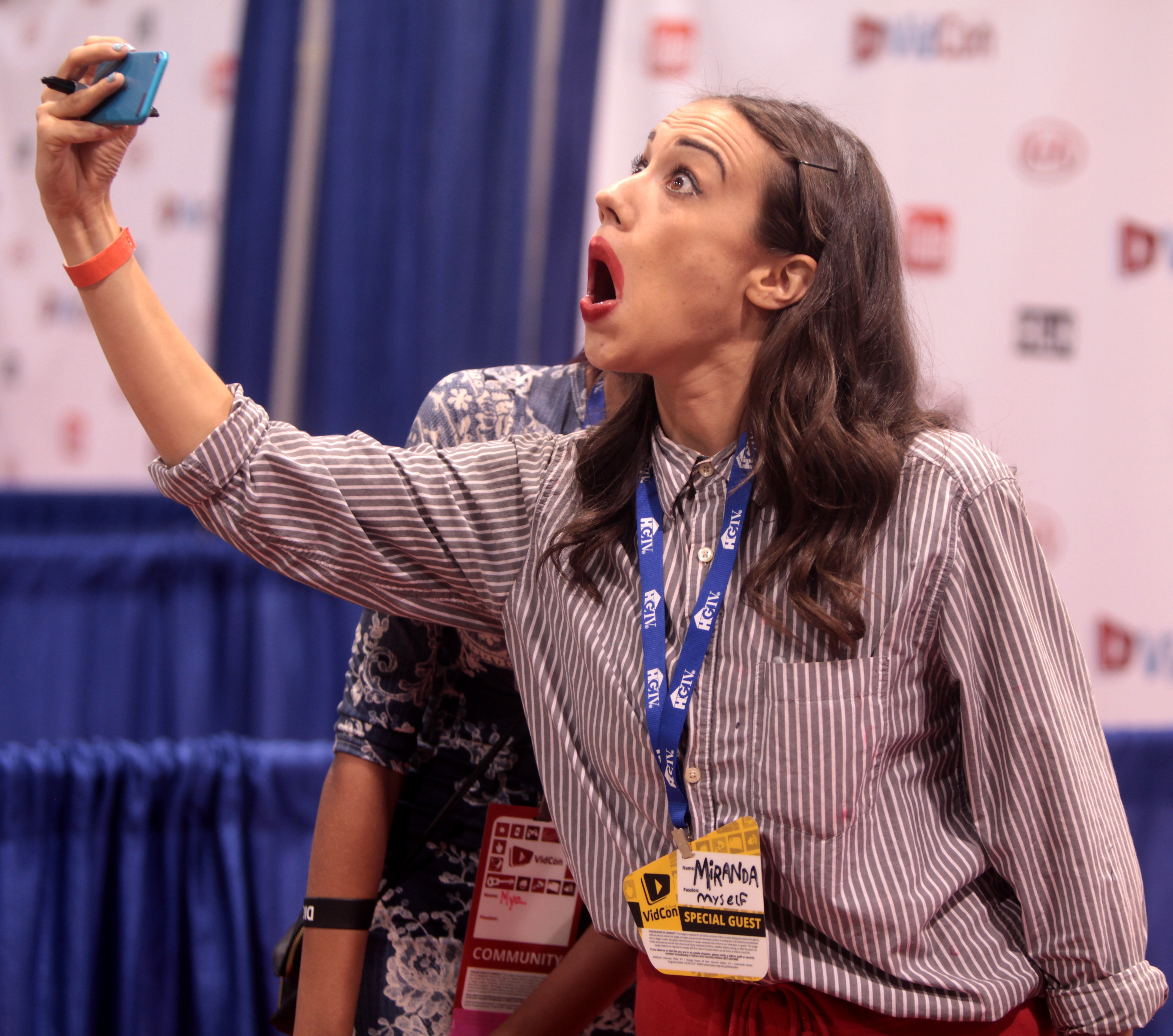
"Miranda Sings" al VidCon 2014 in Anaheim, California

Da gennaio 2008, Colleen ha postato più di 700 video come Miranda, soprattutto sul suo canale YouTube. Il personaggio prende in giro molte persone che pubblicano il video della loro performance cantando come se fosse una sorta di auto-promozione, nonostante ricevano i commenti crudeli degli "haters". Miranda è presumibilmente una giovane ragazza che studia a casa e che vive con sua mamma e suo zio; è eccentrica e infantile, vanitosamente crede di essere nata famosa ed è ossessionata dallo spettacolo e dalla fama. Al gennaio 2022, il canale di Miranda Sings conta più di 2,2 miliardi di visualizzazioni e 10,9 milioni di iscritti.

### Haters Back Off
Colleen è stata ospite al The Tonight Show di Jimmy Fallon come Miranda Sings nel 2015 e successivamente nei propri panni nel 2016 per promuovere la propria serie Netflix Haters Back Off, la quale racconta la vita del suo esilarante personaggio.

### Opere
- Selp-Helf (2015, Simon & Schuster), ISBN	9781501117947
- My Diarrhe (2018, Simon & Schuster), ISBN	9781501192166

## Filmografia

### Cinema
- Ralph spacca Internet (Ralph Breaks the Internet), regia di Rich Moore e Phil Johnston  - voce (2018)

### Televisione
- Victorious - serie TV, episodio 3x10 (2012)
- Haters Back Off - serie TV, 16 episodi (2016-2017)